# NGC 1934
NGC 1934 est une nébuleuse en émission située dans la constellation de la Dorade. Cette nébuleuse est située dans le Grand Nuage de Magellan. NGC 1934 a été découverte par l'astronome britannique John Herschel en 1834. 